# Diòcesi de Calatia
La diòcesi de Calatia (en llatí: Dioecesis Calatina in Campania) és una seu suprimida i actualment seu titular de l'Església catòlica.

## Història
La diòcesi de Calatia es remunta a la figura d'sant August. Les històries hagiogràfiques van reportar la història d'un sant August fugit d'Àfrica per escapar de la persecució dels vàndals. Arribat a les costes de Campània, va donar lloc a l'església de Calatia.
En segle ix les cronologies atribuïen a Calatia el bisbe Adelgís o Lupenus, bisbes veïns del Bisbe de Capua, en el període en què Càpua no era arquebisbat. D'acord amb Tommaso Laudando, un d'ells va ser el bisbe de Calatia. La suposició, però, sembla molt ambigua i discutida, i no és recolzada per altres fonts.
Alderic és l'únic bisbe de Calatia definitivament confirmat per documents històrics: en ella va signar com a Aldericus Calactinae Ecclesiae Episcopus.
Calatia fou devastada primer per Pandone el raptor el 861-863 i després pels sarraïns el 880. No va ser destruïda per complet, però es va mantenir pràcticament abandonada durant molts segles. Els bisbes es van refugiar a Caserta, on per un temps encara conservaren el títol de bisbes de Calatia. De fet, en 1158 en un diploma conservat a l'abadia de Cava el bisbe Joan I de Caserta donava a l'abadia de Cava les esglésies de Santa Maria i de San Marciano a Cervino i imposa a l'abat l'obligació de reconèixer d'haver rebut les dues esglésies "a Casertana seu a Calatina Ecclesia". El seu predecessor, Nicolau I, però, també fou denominat "Episcopus Kalatus" al memorial de Notar Zibullus De Zebullis.
Avui Calatia sobreviu com a seu bisbal titular amb el nom de Galazia in Campania; l'actual arquebisbe, títol personal, el titular és Jean-Paul Aimé Gobel, antic nunci apostòlic a Egipte.

## Cronologia dels bisbes
- Sant'August † (439 - 477 circa)
- Adelgís o Lupè † (861 - 880 ?)
- Alderic † (949 - 980 ?)

## Cronologia de bisbes titulars
- Anton Herre † (12 d'octubre de 1970 - 24 de setembre de 1993)
- Jean-Paul Aimé Gobel, des del 7 de desembre de 1993